# Montjustin-et-Velotte
Montjustin-et-Velotte är en kommun i departementet Haute-Saône i regionen Bourgogne-Franche-Comté i östra Frankrike. Kommunen ligger i kantonen Noroy-le-Bourg som tillhör arrondissementet Vesoul. År 2022 hade Montjustin-et-Velotte 121 invånare.

## Befolkningsutveckling
Antalet invånare i kommunen Montjustin-et-Velotte
| Referens: INSEE |